# Gãy xương hở
Gãy xương hở là loại gãy xương có vết thương gần ổ gãy và vết thương này thông vào ổ gãy xương. Để chẩn đoán và phân loại mức độ tổn thương, hệ thống phân loại gãy xương hở của Gustilo là phương pháp được sử dụng nhiều nhất. Hệ thống này còn được dùng để hướng dẫn điều trị và tiên lượng lâm sàng. Chương trình cứu trợ mạng sống chấn thương nâng cao là hành động đầu tay trong việc điều trị gãy hở và để loại trừ các bệnh lý đe dọa tính mạng khác trong các trường hợp chấn thương. Nạn nhân còn được cho thuốc kháng sinh trong vòng tối thiểu 24 giờ để làm giảm nguy cơ xảy ra nhiễm trùng.

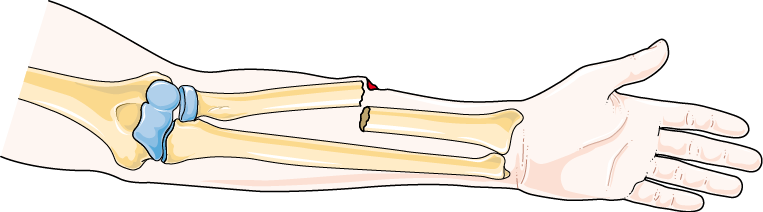
Hình minh họa của một ca gãy xương hở